# Parallelia banian
Parallelia banian är en fjärilsart som beskrevs av Griveaud och Pierre E.L. Viette 1981. Parallelia banian ingår i släktet Parallelia och familjen nattflyn. Inga underarter finns listade i Catalogue of Life.